# Тур Аннабы
Тур Аннабы (фр. Tour international d'Annaba),  —  шоссейная многодневная  велогонка,  проходящая  на территории Алжира.  Проводилась в 2015-2016 годах. Была включена в календарь UCI Africa Tour,  с категорией 2.2.

## Победители
| Год  | Победитель           | Второй              | Третий              |
| ---- | -------------------- | ------------------- | ------------------- |
| 2015 | Абдельбассет Ханначи | Абдрахман Бехлагхем | Аззедин Лагаб       |
| 2016 | Лука Ваккерманн      | Адиль Барбари       | Абдеррахман Мансури |

В 2015 году  Хишем Шабан, первоначально признанный победителем велогонки, в июле был дисквалифицирован Федерацией велоспорта Алжира, с перераспределением мест между последующими велогонщиками.